# Batalha de Harim
A batalha de Harim (ḥārim, حارم em árabe, Harenc em francês antigo) foi um confronto entre um exército dos zênguidas e uma aliança de cruzados com bizantinos e arménios. A 12 de Agosto de 1164 os cristãos foram derrotados, e a maioria dos seus líderes foi aprisionada por Noradine.

## Antecedentes
Em 1163 o rei Amalrico I de Jerusalém liderou uma invasão ao Califado Fatímida, deixando os os estados cruzados vulneráveis a ataques do oriente. Interessado em afastar os latinos do Egito, Noradine aproveitou para invadir o Condado de Trípoli, mas quase foi morto pelos Cavaleiros Templários que o surpreenderam em Albucaia.
Noradine passou depois para os territórios do Principado de Antioquia. Com o auxílio do seu irmão Cobadim Maudude de Mossul, dos seus vassalos de Alepo e Damasco e dos ortóquidas de Al-Jazira, cercou a fortaleza de Harim em 1164. Segundo Guilherme de Tiro, «colocou os seus engenhos de cerco ao redor da cidade do modo habitual e começou a atacar o lugar com uma fúria sem dar descanso aos habitantes».

## Batalha
Respondendo ao apelo do senhor Reginaldo de St. Valery de Harim, Raimundo III de Trípoli, Boemundo III de Antioquia e Joscelino III de Edessa vieram tentar levantar o cerco. Receberam ainda o auxílio de Constantino Colomano, o governador bizantino da Cilícia, do príncipe arménio Teodoro II e do seu irmão Melias, bem como de Godofredo Martel de Angolema e Hugo VIII de Lusinhão, pai de Guido de Lusinhão, que tinham chegado recentemente à Terra Santa em peregrinação.
Noradine preparou-se para abandonar o cerco quando os reforços inimigos chegaram mas, moralizados pelo sucesso dos Templários em Albucaiam os cruzados «negligentes das regras da disciplina militar [...] dispersaram e deambularam de um lado para o outro em perseguição do inimigo». As forças muçulmanas defenderam-se da carga cruzada e depois atacaram empurrando os cristãos para um pântano, onde foram massacrados «como vítimas perante o altar».
Possivelmente Noradine usou a habitual estratégia de simular uma retirada para atrair os cruzados para uma emboscada, mas o abandono de um cerco perante a chegada de um exército de auxílio à cidade era uma táctica comum. É possível que Noradine não tivesse previsto que os inimigos o iam perseguir, o que justificaria a asserção de Guilherme de Tiro de que os cruzados foram irresponsáveis.
Teodoro e Melias da Arménia, que tinham desaconselhado o ataque, fugiram do campo; Constantino Colomano, Hugo de Lusinhão, Raimundo de Trípoli, Boemundo de Antioquia e Joscelino de Edessa foram aprisionados em Alepo. Segundo Ali ibne Alatir, 10 000 cruzados morreram na batalha.

## Consequências
Noradine retomou o cerco e conquistou Harim poucos dias depois. Com Amalrico de Jerusalém ausente no Egito, todos os estados cruzados estavam sem os seus líderes. No entanto o zênguida não quis atacar a cidade de Antioquia para não provocar uma resposta do Império Bizantino, uma vez que este principado era na época vassalo de Constantinopla. Em vez disso conquistou Banias, e a pressão sobre os estados latinos só aliviou quando Amalrico voltou à Síria em 1165.
Boemundo III de Antioquia foi libertado ainda nesse ano, mas Raimundo III de Trípoli permaneceu na prisão até 1173 e Joscelino III de Edessa até 1175, já depois da morte de Noradine.